# Пёс (Half-Life)
Пёс (англ. D0g, DØg) — персонаж компьютерной игры Half-Life 2, а также её дополнений-эпизодов — Episode One и Episode Two.
Пёс — робот, созданный Илаем Вэнсом для защиты и развлечения его дочери Аликс. Первоначально робот был небольшим и действительно напоминал пса, но со временем Аликс модернизировала робота до его нынешнего состояния. Сцены с персонажем часто носят комический характер.

## Создание персонажа
В книге «Half-Life 2: Raising the Bar» сообщается, что дизайн персонажа претерпел мало изменений со своей первоначальной концепции. Художники были вдохновлены Роботом Робби из классического фантастического фильма «Запретная планета», который также был сконструирован учёным для своей дочери.

## В компьютерных играх
В Half-Life 2 Аликс устраивает для Гордона Фримена обучение по обращению с грави-пушкой, с помощью игры с Псом и его «игрушкой» — разряженной шаровой миной Альянса. Потом он открывает Гордону дверь в тоннель, ведущий в Рейвенхолм, когда на базу повстанцев нападает Альянс. Позже Фримен встречает Пса после того, как телепортируется с Аликс из Нова-Проспект в лабораторию Кляйнера. Гордон и Пёс отправляются на поиски Барни Калхауна. В начале следующей главы Пёс оставляет Гордона, чтобы разобраться с подразделением Альянса на выходе из лаборатории — бронетранспортёром и группой солдат. Пёс открывает проход для Гордона в стене, но вынужден закрыть его, чтобы защитить Фримена от появившегося транспортёра Альянса и разобраться с солдатами, высадившимся из транспорта. Пытаясь уничтожить транспортёр, Пёс по чистой случайности улетает на нём. Позднее, в конце главы «За Фрименом!», Пёс поднимает одну из колонн шагающей стены Альянса, тем самым открыв Фримену доступ к Цитадели.
В Half-Life 2: Episode One Пёс является первым персонажем, которого увидели игроки, когда он вытаскивает Фримена из под завалов. Благодаря этой сцене персонаж получил определённую популярность у фанатов. Также он вручает игроку грави-пушку, а потом помогает Фримену и Аликс проникнуть в Цитадель, перекинув их в микроавтобусе через пропасть.
В Half-Life 2: Episode Two Пёс в пятой главе спасает Гордона и Аликс от неожиданно пробудившегося страйдера. Потом Пёс соревнуется в гонке с Фрименом до базы, а затем остаётся снаружи охранять периметр. Позже, во время закрытия зарождавшегося суперпортала, Пёс приветствует Аликс, но заметив что-то вдали, убегает. Когда Илай Вэнс, Аликс и Гордон попадают в засаду двух Советников Альянса, один из которых убивает Илая, Пёс появляется, спасая от смерти Аликс. Он нападает на одного из Советников, ранит его и прогоняет второго.

## Критика и отзывы
Пёс получил положительные отзывы в качестве одного из лучших помощников и персонажей-роботов.
Журналисты австралийской газеты The Age оценили его в 2008 году на 50-е место в списке лучших персонажей в играх для Xbox всех времён, заявив, что «Псу удается держаться у вас в голове после демонстрации невероятной силы, ловкости и храбрости. Он на самом деле лучший друг человека».
В том же году он был одним из 64 персонажей выбранных авторами сайта GameSpot для опроса «Лучшие помощники в компьютерных играх всех времён», но проиграл в первом туре голосования Отакону (из Metal Gear Solid).
Также в 2008 году, веб-сайт GamesRadar назвал его лучшим собачьим компаньоном в играх, назвав его «Иисусом Христом собак в играх» и добавив «Что может быть лучше, чем собака? Гигантский робот-собака!».
В 2010 году Cracked.com включил его в список из шести помощников в компьютерных играх, которые делают героев бесполезными.
В том же году NOW Gamer поставил Пса на 4 место в своём рейтинге 10 величайших роботов в компьютерных играх, описав его как «Он не говорит, у него даже нет лица, но он имеет около миллиона миллиардов раз больше личности, чем у вашего среднего персонажа игр».
В том же году авторы Game Informer определили его на пятое место в десятке лучших искусственных интеллектов, добавив, что «сложно не любить робота-спутника, который как настоящая собака».
В списке 2011 года десяти лучших роботов компьютерных игр по версии UGO.com Пёс занял 9 место.
В том же году Fandomania включила Пса в пятёрку самых запоминающихся роботов компьютерных игр.
Сайт PopCrunch поставил Пса на последнее место в своём списке 13 лучших искусственных интеллектов в компьютерных играх.
Joystick Division определил Пса на шестое место в своём рейтинге лучших роботов в компьютерных играх, добавив: «Уникальные и разнообразные персонажи Half-Life 2 составляют большую часть величия игры, и Пёс прямо в её гуще».